# Port lotniczy Cleveland-Hopkins
Port lotniczy Cleveland-Hopkins (IATA: CLE, ICAO: KCLE) – międzynarodowy port lotniczy położony 14 km od centrum Cleveland, w stanie Ohio, w Stanach Zjednoczonych.